# Шавер, Борис Матвеевич

Автограф Шавера Б. М., 1945

Борис Матвеевич Шавер (3 марта 1908, Чита — 29 июля 1951, Москва) — советский учёный-правовед, кандидат юридических наук, доцент, один из основоположников советской криминалистики, военный прокурор, генерал-майор юстиции, преподаватель Саратовского юридического института им. Д. И. Курского, участник Великой Отечественной войны.

## Биография
Шавер Борис Матвеевич родился 4 (по другим данным 3) марта 1908 года в г. Чите в многодетной еврейской семье.
- 1923 год — ученик в мастерских Читинского артиллерийского склада, затем подмастерье на чугунолитейном заводе.
- 1926 год — оканчивает 9 классов вечерней школы.
- 1926 год — поступает на правовой факультет (отделение советского строительства и права) Иркутского государственного университета.
- 1930 год— оканчивает университет, после чего работает членом Иркутского окружного суда, старшим народным судьей в Черемхово, а затем членом Восточно-Сибирского краевого суда.
- 1933 год — помощник прокурора Восточно-Сибирского края.
- 1934—1936 годы — помощник, затем старший помощник прокурора Саратовского края, по совместительству преподаватель Саратовского юридического института им. Д. И. Курского
- 1936 — 1937 годы — следователь по особо важным дела прокуратуры РСФСР.
- 1937 — 1938 годы — следователь по особо важным делам прокуратуры СССР по методической части.
- 1940 год — начальник следственного отдела прокуратуры РСФСР.
- июль 1941 года — ноябрь 1941 года — заместитель военного прокурора 30-й армии.
- 1941 год — 1942 год — заместитель военного прокурора Западного фронта.
- 1942 год — 1943 год — начальник 1-го отдела, а затем заместитель начальника 1-го управления Главной военной прокуратуры СССР.
- 1944 год — присвоено звание генерал-майор юстиции.
- 14 февраля 1945 года — легко ранен.
- 1945 год — 1950 год — военный прокурор Центральной группы войск, а затем — Группы советских оккупационных войск в Германии.
- 9 января 1950 года — военный прокурор Московского гарнизона.

Умер 29 июля 1951 года в Москве. Похоронен на Ваганьковском кладбище.

## Награды

### Награды СССР
- Орден Ленина;
- Орден Красного Знамени;
- Орден Красного Знамени;
- Орден Богдана Хмельницкого I степени;
- Орден Отечественной войны I степени;
- Медаль «За оборону Москвы»;
- Медаль «За взятие Берлина»;
- Медаль «За освобождение Праги»;
- Медаль «За победу над Германией в Великой Отечественной войне 1941—1945 гг.»;
- Медаль «За боевые заслуги».

### Иностранные награды
- Серебряный крест ордена «Virtuti militari» (Польша);
- Медаль «За Одру, Нису и Балтику» (Польша);
- Медаль «Победы и Свободы» (Польша);
- «Чехословацкий Военный крест 1939—1945»;
- Медаль «За храбрость перед врагом» (Чехословакия).

## Публикации

### Книги
- Шавер Б. М., Винберг А. И. и др. Криминалистика. — Москва: Юридическое издательство НКЮ СССР, 1940. — 200 с.
- Шавер Б. М., Карев Д. С. Образцы важнейших уголовно-процессуальных актов: Учебное пособие для студентов юридических вузов по курсу уголовного процесса и практическое пособие для следователей, прокуроров и судей / С. А. Голунский. — Москва: Юридическое издательство НКЮ СССР, 1940. — 40 с.
- Шавер Б. М., Тарасов П. И. Руководство по расследованию преступлений: Пособие для прокуроров, следователей и работников милиции / Г. Н. Сафонов. — Москва: Юридическое издательство НКЮ СССР, 1941. — 190 с.
- Шавер Б. М., Карев Д. С. Учебное пособие (задачник) по советскому уголовному процессу / А. Я. Вышинский. — Москва: Юридическое издательство НКЮ СССР, 1938. — 292 с.

### Статьи
- Шавер Б. М. Допрос несовершеннолетних // Социалистическая законность : журнал. — 1938. — № 10. — С. 31—42.
- Шавер Б. М. В борьбе за счастливое материнство // Социалистическая законность : журнал. — 1938. — № 7. — С. 35—39.
- Шавер Б. М. Методическая работа в области следствия Прокуратуры Союза ССР // Социалистическая законность : журнал. — 1938. — № 7. — С. 9—14.

### Биография
- Иванов А. Н., Хижняк Д. С. Борис Матвеевич Шавер: ветеран Великой Отечественной войны, учёный и практик // Криминологические чтения: материалы XV Всероссийской научно-практической конференции, посвященной 75-летию Великой победы в Великой Отечественной войне (Улан-Удэ, 23 апреля 2020 г.) : сборник. — 2020. — С. 10—14.
- Аринин В. И., Барабадзе А. М. и др. Советская прокуратура / Рекунов А. М.. — М.: Юридическая литература, 1982. — С. 78. — 352 с. — 30 000 экз.
- 105 лет со дня рождения Бориса Матвеевича Шавера // Вестник криминалистики : журнал. — 2013. — № 1 (45). — С. 131.
- Иванов, А. Н. История саратовской научной школы криминалистики : монография в 3 частях / А. Н. Иванов, Д. С. Хижняк. Том Часть 1. – Саратов : Саратовская государственная юридическая академия, 2022. – 268 с. – ISBN 978-5-7924-1787-8.

### Критика
- Громов В. Рецензия на книгу: Шавер Б. М., Винберг А. И. Криминалистика. — М.: Юрид. изд-во НКЮ СССР, 1940. — 198 с. (Рецензия) // Советская юстиция : научный журнал. — 1941. — № 11. — С. 25—26.
- Васильев М., Дорман И. Образцы важнейших уголовно-процессуальных актов/ Сост.: Д. С. Карев, Б. М. Шавер; Под ред. С. А. Голунского: Юрид. изд-во НКЮ СССР (Рецензия) // Советская юстиция : научный журнал. — 1941. — № 20. — С. 24—26.